# جيم دوتسون
جيم دوتسون (بالإنجليزية: Jim Dotson)‏ هو شخصية أعمال وسياسي أمريكي، ولد في 1978. حزبياً، نشط في الحزب الجمهوري. وقد انتخب عضو مجلس نواب أركنساس.

## وصلات خارجية
- الموقع الرسمي